# Santa Eulàlia de Ronçana (kommun)
Santa Eulàlia de Ronçana är en kommun i Spanien.   Den ligger i provinsen Província de Barcelona och regionen Katalonien, i den östra delen av landet, 500 km öster om huvudstaden Madrid. Antalet invånare är 7 009. Arean är 14,2 kvadratkilometer. Santa Eulàlia de Ronçana gränsar till Bigues i Riells, L'Ametlla del Vallès, Canovelles, Lliçà d'Amunt och Caldes de Montbui. 
Terrängen i Santa Eulàlia de Ronçana är huvudsakligen platt, men åt nordväst är den kuperad.